# Pavlos Kagialīs
Pavlos Kagialīs (in greco Παύλος Καγιαλής?; 14 luglio 1984) è un velista greco.

## Palmarès

### Olimpiadi
- 1 medaglia:
  - 1 bronzo (Rio de Janeiro 2016 nella classe 470)

### Mondiali
- 2 medaglie:
  - 2 bronzi (La Rochelle 2013 nel 470; Santander 2014 nel 470)

### Giochi del Mediterraneo
- 1 medaglia:
  - 1 argento (Mersin 2013 nel 470)